# 帝王台近地天體巡天
帝王台近地天體巡天（Campo Imperatore Near-Earth Object Survey）於2001年啟動，致力於發現和追蹤近地天體（NEO），即週期性接近或與地球軌道相交的小行星和彗星。具體來說，帝王台近地天體巡天致力於透過擴大調查覆蓋範圍來發現阿登型小行星和阿提娜型小行星，並透過在沖日區域進行更長曝光時間（最暗可達21等極限）的觀測來發現其他類型的近地天體。
2001年8月至2004年11月期間，帝王台近地天體巡天測量了超過61,000個小行星位置，發現了超過1500個新天體，其中包括幾顆近地天體和一顆彗星：167P/CINEOS。
2003年6月至9月，帝王台近地天體巡天發現小行星數量方面位居世界第五（2004年6月至8月排名第六），並且是第一個在木星軌道以外發現近地天體和小行星的義大利巡天計畫。
帝王台近地天體巡天是在羅馬天文台的帝王台站進行的。帝王台站位於羅馬東北約130公里格蘭薩索山頂附近，海拔約2,150公尺。杜林天文台也參與了這個計畫。

## 發現
|  |

## 外部連結
- CINEOS home page